# Rudtjärnen (Grangärde socken, Dalarna)
Rudtjärnen är en sjö i Ludvika kommun i Dalarna och ingår i Norrströms huvudavrinningsområde.